# リヨセル
リヨセル（Lyocell）は、再生セルロース繊維の一つ。アセテート繊維などのように、誘導体化というプロセスを経由せずに、セルロースそのものを溶剤に溶解させた溶液を紡糸して得られる。
1988年、イギリスのコートルズ（Courtaulds）社が試験生産を始めた。コートルズ社は、テンセル®（Tencel®）の商品名で販売していた。その後、オーストリアのレンチング・ファイバーズ（Lenzing Fibers）が生産している。

## 製法
レーヨンなどと同様に、木材（ユーカリなど）等のパルプが原料である。これらを、N-メチルモルホリン N-オキシドの水溶液に溶解させて紡糸原液（ドープ）とし、N-メチルモルホリン N-オキシドの希薄溶液中に押出、繊維とする。
二硫化炭素を用いるビスコース法などと違って、完全クローズドシステムを構築できるため、環境負荷が比較的低い。

## 特徴
リヨセルは、誘導体化などのプロセスを経ないため、セルロース分子の重合度の低下が少なく、強度面で優れている。しかし紡糸時に、繊維長軸方向に分子が高度に配列させられているため、ストリングチーズの様に繊維が裂ける（フィブリル化）という欠点が生じ易い。また、粗剛な感触や染色性が多少劣るなどの欠点があるため、そのままで使用することは通常無い。なお、紡糸時に液晶状態を経由すると言われており、単に低分子量のセルロースを原料としても本質的な改善はなされないと言われている。
これらの欠点を補うためにしばしば用いられる方法が、繊維や編織布に対し、「もみ処理」や「たたき処理」を加え、表面にミクロなフィブリルを意図的に形成させた後、セルラーゼなどの酵素を使用してこれらを除去する方法である。場合によっては、さらに架橋処理が施されたりもする。